# Zakrzewo (Wernerowo)
Zakrzewo (dawn. Maluszyn-Zakrzewo) – część wsi Wernerowo w Polsce położona w województwie mazowieckim, w powiecie sierpeckim, w gminie Sierpc.
W latach 1975–1998 miejscowość administracyjnie należała do województwa płockiego.